# 華格納事件
《華格納事件》（德語：Der Fall Wagner）是德國哲學家弗里德里希·尼采所著的一本書籍，出版於1888年，副標題為「一個音樂家的問題」。這是本篇幅很小的書，共有序、正文12節，還有2則附言。弗里德里希·尼采在書中稱讚比才的音樂而貶抑過去好友華格納及其代表的浪漫主義為頹廢的音樂。他認為華格納是歐洲近代文化疾病的表現，因此做了此書來分析這個「個案」。

## 出版訊息
《悲劇的誕生》周國平譯 左岸出版 ISBN：986-7174-18-6 內附《華格納事件》